# Micropsectra aristata
Micropsectra aristata е насекомо от разред Двукрили (Diptera), семейство Хирономидни (Chironomidae).